# Anaïs Gallagher
Anaïs Gallagher ( /əˈneɪ.ɪs/; Marylebone, 27 de enero de 2000) es una modelo, fotógrafa, presentadora y personalidad de las redes sociales inglesa. Hija del músico de Oasis, Noel Gallagher, modeló para Accessorize, Reebok, H&M y Dolce & Gabbana, y presentó Friday Download. También filmó el video musical de «My Honest Face» de Inhaler y ha escrito para Teen Vogue y Tatler.

## Biografía
Anaïs Gallagher nació el 27 de enero de 2000 en el Hospital Portland en el centro de Londres, hija del músico de Oasis Noel Gallagher y Meg Mathews, y recibió su nombre en honor a Anaïs Nin. Creció en Primrose Hill, al norte de Londres. Sus padres se divorciaron cuando ella era una niña pequeña en 2001, pero siguió siendo cercana a ambos. La mantuvieron alejada del ojo público durante la mayor parte de su infancia. Tiene un medio hermano mayor y uno menor y es sobrina de Liam Gallagher. Estudió en el Bedales School de Hampshire antes de cambiarse a una escuela diurna en Hampstead. Al igual que su padre, es disléxica. En diciembre de 2018 declaró que había sido vegetariana desde que tenía nueve o diez años y en octubre de 2020 que era abstemia debido a las experiencias de sus padres con las drogas. Se interesó por la fotografía a los seis o siete años después de que su madre le regalara una cámara desechable y se graduó con un título en fotografía en el Camberwell College of Arts.
En 2013, trabajó como modelo para Personas por el Trato Ético de los Animales, habiéndose involucrado con la organización benéfica después de que su madre comenzara a trabajar para ellos. En 2016, participó como jurado en un concurso que ofrecía a un diseñador la oportunidad de diseñar un zapato con la marca vegana Bourgeois Boheme y, en octubre de 2017, declaró que su carrera como modelo se debía enteramente a su padre. En 2015, modeló para la marca de moda Accessorize bajo su línea más joven, Star. En agosto de 2017, Gallagher modeló para Reebok en su campaña de otoño/invierno, que fue fotografiada en Hampstead Heath, y luego, al mes siguiente, modeló para Dolce & Gabbana. En febrero de 2018, Gallagher se convirtió en el rostro de la línea de mezclilla de H&M junto a Suki Waterhouse. Más tarde ese año, colaboró con Vauxhall Motors para su película «Twentyfive», que celebra los veinticinco años del Vauxhall Corsa.
En 2014 comenzó a presentar Friday Download. En una entrevista con The Cut en noviembre de 2016, declaró que se había cansado de ser presentadora de televisión porque sentía que podía hacerlo con los ojos cerrados. En junio de 2017, escribió una columna para Teen Vogue lamentando que las personas de su edad no pudieran votar en las elecciones generales del Reino Unido de 2017. Fue contratada en mayo de 2018 como editora de moda para Tatler. En 2019, Gallagher filmó el video musical de la canción «My Honest Face» de Inhaler. En 2020, después de conocerlo en un sitio de citas, Gallagher se mudó a la granja del granjero de Instagram Julius Roberts para el confinamiento por la pandemia de COVID-19 en el Reino Unido; luego apareció en su programa de 2022 A Taste of the Country.
En 2021, fotografió a varias celebridades para una campaña de Coca-Cola. El 4 de junio de 2024, Noel Gallagher anunció que se lanzaría una serie documental de cuatro episodios, «The Making of the Council Skies», en YouTube. Se centró en la realización del cuarto álbum de Noel Gallagher's High Flying Birds, Council Skies, coincidiendo con su primer aniversario. La serie fue filmada íntegramente por Anaïs y estrenada el 25 de junio. En agosto de 2024, Gallagher atrajo la atención de la prensa por una publicación en TikTok en la que acusaba a algunos fanáticos de Oasis de larga data de discriminación por edad y sexismo por quejarse de que estaban perdiendo entradas para el Oasis Live '25 ante fanes femeninas más jóvenes.